# Anna J. Cooper

Anna J. Cooper

Anna Julia Cooper (geb. 10. August 1858 in Raleigh, North Carolina, USA, als Anna Julia Haywood; gest. 27. Februar 1964 in Washington, D.C.) war eine afroamerikanische Aktivistin, Autorin und Pädagogin. Obgleich sie als Sklavin geboren wurde, erhielt sie eine gute Bildung und promovierte 1925 an der Sorbonne in Geschichte. Sie war die vierte afroamerikanische Frau, die einen Doktortitel erwarb, und darüber hinaus ein bedeutendes Mitglied der afroamerikanischen Gemeinschaft in Washington, D.C. Cooper leistete einen wichtigen Beitrag für die Sozialwissenschaften, insbesondere die Soziologie, und wird auch als „Mutter des schwarzen Feminismus“ bezeichnet.

## Leben

### Kindheit und Jugend
Anna „Annie“ Julia Haywood wurde 1858 in Raleigh, North Carolina, als Sklavin geboren. Sie und ihre Mutter, Hannah Stanley Haywood, waren Haussklavinnen von George Washington Haywood (1802–1890), Staatsanwalt für Wake County und Sohn von John Haywood, dem dienstältesten Schatzmeister des Bundesstaates North Carolina und Mitbegründer der dortigen Universität. Annas Vater war wahrscheinlich entweder George oder sein Bruder Fabius Haywood, in dessen Haushalt Annas älterer Bruder Andrew Sklave war. Ihre Mutter weigerte sich, die Vaterschaft zu klären. Anna hatte neben Andrew noch einen zweiten älteren Bruder, Rufus, der Leiter der Musikgruppe Stanley's Band wurde.

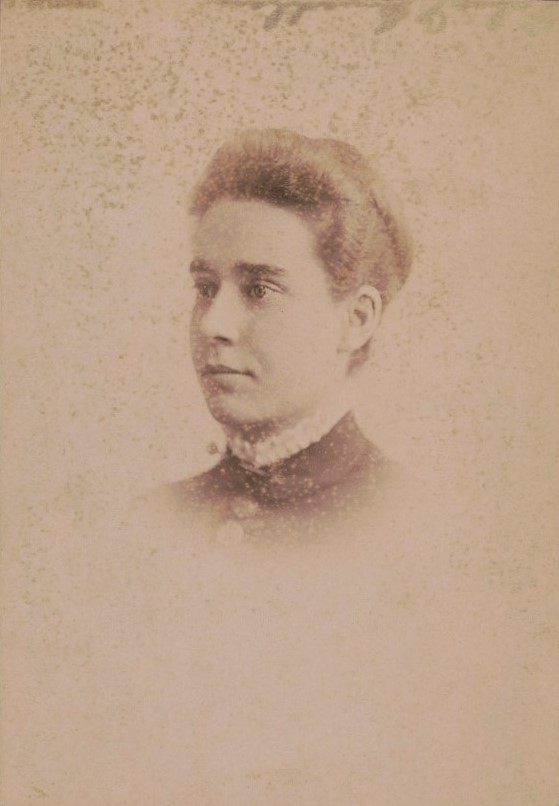
Anna J. Cooper (zwischen 1888 und 1889)

Nach dem Ende des Amerikanischen Bürgerkrieges (1861–65) und der Abschaffung der Sklaverei auf dem gesamten Gebiet der Vereinigten Staaten, erhielt die neunjährige Anna 1868 ein Stipendium und begann ihre Ausbildung an der neu eröffneten Saint Augustine's Normal School and Collegiate Institute. Diese wurde von der örtlichen Diözese gegründet, um Lehrer und Lehrerinnen für den Unterricht ehemaliger versklavter Personen auszubilden. Während ihrer 14 Jahre an der St. Augustine's zeichnete sich Anna als ehrgeizige Schülerin aus, die in den freien Künsten wie auch in analytischen Disziplinen gleichermaßen begabt war. Zu ihren Fächern gehörten Sprachen (Latein, Französisch, Griechisch), englische Literatur, Mathematik und Naturwissenschaften. Obwohl die Schule einen speziellen „Damenkurs“ anbot und die Verwaltung Frauen davon abriet, höhere Kurse zu besuchen, erkämpfte sich Cooper durch ihre herausragenden schulischen Leistungen das Recht, diese zu belegen. Der pädagogische Schwerpunkt der Schule lag auf der Vorbereitung junger Männer für das geistliche Amt und für eine Zusatzausbildung an vierjährigen Universitäten. Einer dieser männlichen Schüler, George A. C. Cooper, wurde 1877 Annas Ehemann. Er starb 1879 nach nur zwei Jahren Ehe.

### Lehrtätigkeit und Studium
Nach dem Tod ihres Mannes schrieb sie sich im Oberlin College in Ohio ein, wo sie wiederum den für Männer bestimmten Studiengang besuchte und 1884 ihren Abschluss machte. Aufgrund ihrer fachlichen Qualifikationen wurde sie gleich als Studentin im zweiten Studienjahr (sophomore) zugelassen. Cooper versuchte oft vier statt der vorgeschriebenen drei Kurse zu belegen. Zu ihren Schwarzen Mitstudentinnen gehörten Ida Gibbs (spätere Hunt) und Mary Church Terrell. Cooper war in Oberlin Mitglied der LLS, einer der beiden literarischen Gesellschaften für Frauen, die regelmäßig Vorträge angesehener Redner sowie Auftritte von Sängern und Orchestern ausrichteten. Sie erwarb 1887 einen M.A. in Mathematik.

Coopers vortreffliche schulische Leistungen ermöglichten es ihr, als Tutorin und später als Lehrerin für jüngere Schüler und Schülerinnen an der St. Augustine's zu arbeiten. Durch diese Tätigkeit konnte sie ihre Bildungsausgaben bezahlen. Im Schuljahr 1883–84 unterrichtete sie Klassische Philologie, neuere Geschichte, fortgeschrittenes Englisch sowie Vokal- und Instrumentalmusik. Nach einer kurzen Lehrtätigkeit am Wilberforce College kehrte Cooper 1885 an die St. Augustine's Schule zurück, wo sie im Schuljahr 1885–86 als „Lehrerin für Klassische Philologie, Rhetorik usw.“ tätig war. 

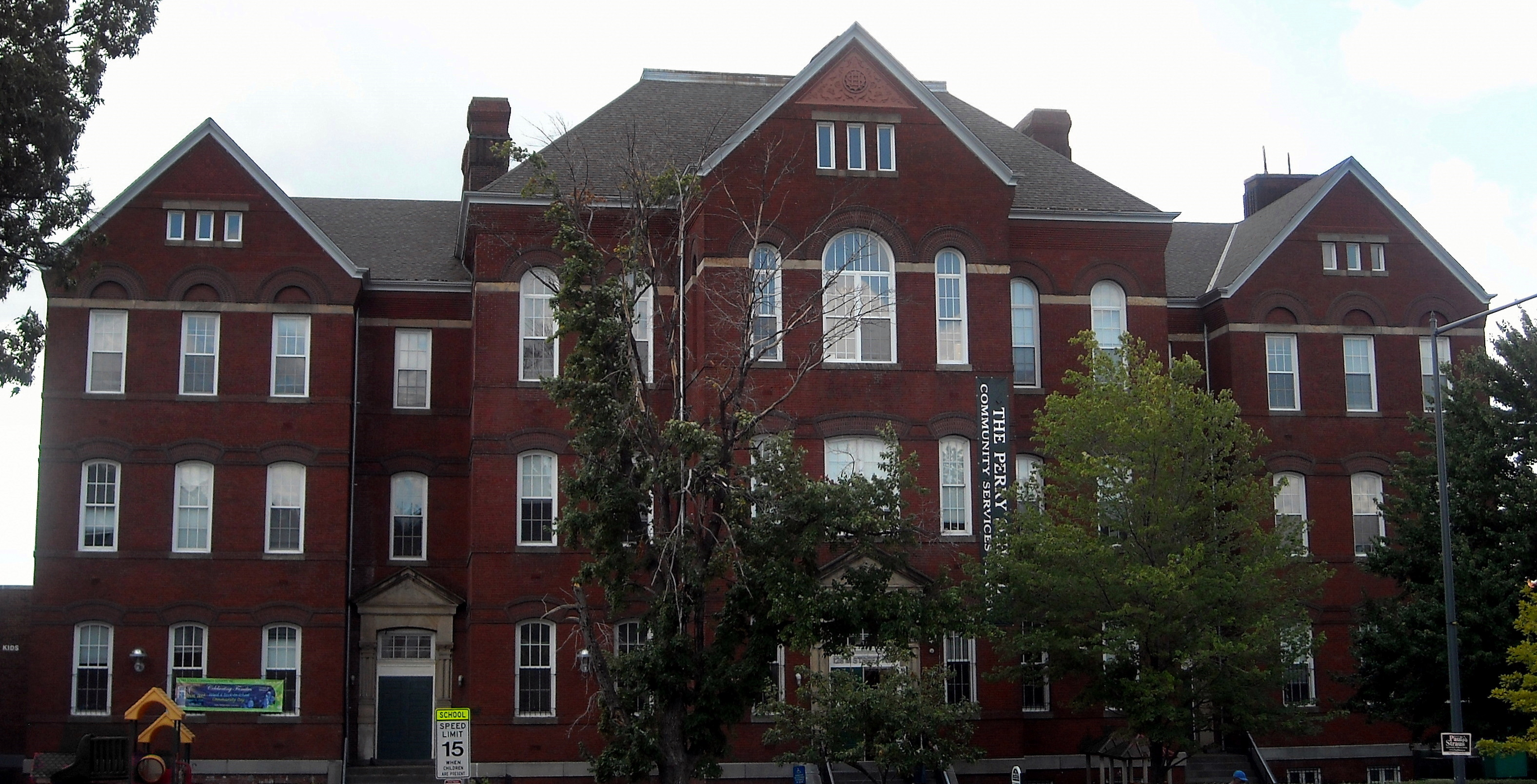
M Street High School in Washington, D.C.

Einige Jahre nach ihrem Studienabschluss zog Cooper nach Washington, D.C., wo sie an der M Street High School Latein unterrichtete und 1901 Direktorin wurde. Später geriet sie in eine Kontroverse, in der es um die unterschiedlichen Einstellungen zur Schwarzen Erziehung ging, da sie sich für ein von W. E. B. Du Bois befürwortetes Modell der klassischen Erziehung einsetzte, „das geeignete Schüler auf höhere Bildung und Führungspositionen vorbereiten soll“, und nicht für das von Booker T. Washington geförderte Berufsausbildungsprogramm. Infolgedessen verließ sie die M Street High School, an die sie jedoch 1910 zurückgerufen wurde.

### Einsatz für Bürger- und Frauenrechte

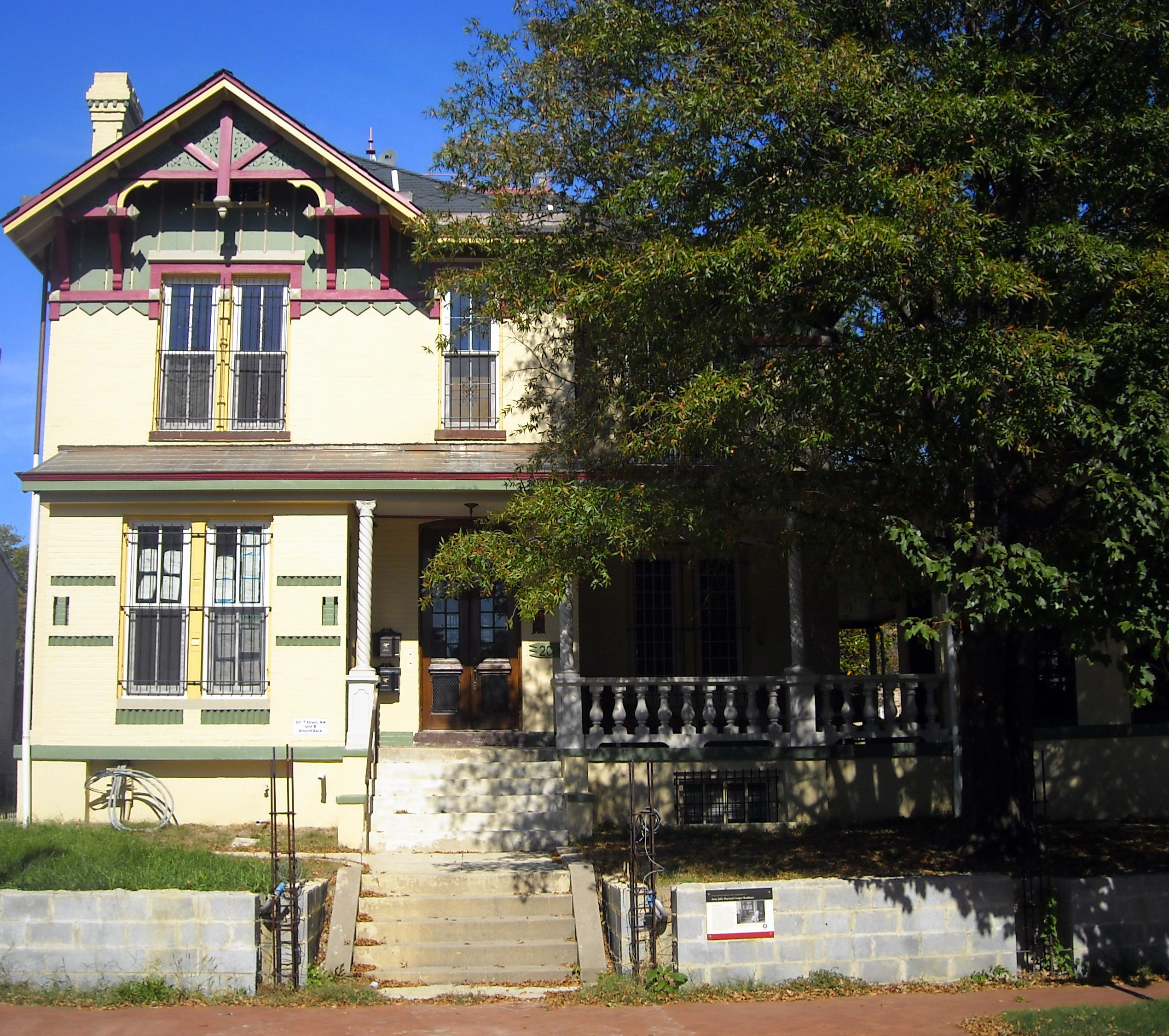
Früheres Wohnhaus von Anna J. Cooper in Washington, D.C.

1892 gründete Anna Cooper zusammen mit Helen Appo Cook, Ida B. Bailey, Charlotte Forten Grimké, Mary Jane Peterson, Mary Church Terrell und Evelyn Shaw die Colored Women’s League, deren vorrangige Ziele die Förderung von Afroamerikanern und Afroamerikanerinnen und des sozialen Fortschritts waren. Helen Cook wurde zur Präsidentin gewählt. Cooper veröffentlichte im selben Jahr ihr erstes Buch A Voice from the South: By a Black Woman of the South (1892). Die Essays darin gelten als frühe schriftliche Dokumente eines Schwarzen Feminismus. Sie behandelt darin neben 'Rasse', Rassismus und Geschlecht auch Themen wie die sozioökonomische Realität Schwarzer Familien und die Verwaltung der Episkopalkirche. Das Buch ist geprägt von einer Vision der Selbstbestimmung durch Bildung, die zum sozialen Aufstieg afroamerikanischer Frauen führen sollte. Ihre zentrale These ist, dass der erzieherische, moralische und spirituelle Fortschritt Schwarzer Frauen das Ansehen der gesamten afroamerikanischen Gemeinschaft verbessern würde. Cooper vertrat die Ansicht, dass es die Pflicht gebildeter und erfolgreicher Schwarzer Frauen sei, ihre unterprivilegierten Altersgenossen und -genossinnen bei der Erreichung ihrer Ziele zu unterstützen. Sie schreibt, dass die gewalttätige Natur der Männer oft den Zielen der Hochschulbildung zuwiderlaufe. Deshalb sei es wichtig, verstärkt weibliche Intellektuelle zu fördern. Diese Ansicht wurde von einigen als zu stark im „Kult der wahren Weiblichkeit“ (Cult of True Womanhood) des 19. Jahrhunderts verhaftet, kritisiert; von anderen hingegen als eines der wichtigsten Argumente für den aufkommenden Schwarzen Feminismus betrachtet.
Cooper hielt in den 1890er Jahren auch einige Reden, in denen sie sich für Bürger- und Frauenrechte einsetzte, z. B. „The Intellectual Progress of the Colored Women of the United States since the Emancipation Proclamation“ auf dem World’s Congress of Representative Women 1893 in Chicago. Sie war eine von fünf afroamerikanischen Frauen – neben Fannie Barrier Williams, Sarah Jane Woodson Early, Hallie Quinn Brown und Fanny Jackson Coppin – die eingeladen wurden, um bei dieser Veranstaltung vorzutragen.
Im Jahr 1900 unternahm sie ihre erste Reise nach Europa, um am Panafrikanischen Kongress in London teilzunehmen. Sie hielt dort einen Vortrag mit dem Titel „The Negro Problem in America.“ Nach dem Besuch der Domstädte in Schottland und England fuhr sie zur Weltausstellung nach Paris. Nach einer Woche auf der Ausstellung fuhr sie nach Oberammergau, um die Passionsspiele zu sehen, und von dort weiter nach München und in einige andere deutsche Städte. Im Anschluss ging es nach Italien, wo sie Rom, Neapel, Venedig, Pompeji, den Vesuv und Florenz besichtigte.

### Promotion und späte Jahre
1914, im Alter von 56 Jahren, begann Cooper mit Kursen für ihren Doktorgrad an der Columbia University. Sie musste ihr Studium jedoch 1915 abbrechen, als sie die fünf Kinder ihres verstorbenen Halbbruders adoptierte, nachdem deren Mutter gestorben war. Später wechselte sie an die Universität von Paris (Sorbonne), die ihre Columbia-Dissertation, eine Ausgabe von Le Pèlerinage de Charlemagne, nicht annahm. Sie arbeitete über ein Jahrzehnt an ihrer neuen Dissertation „The Attitude of France on the Question of Slavery Between 1789 and 1848“, die sie schließlich 1925, 65-jährig, verteidigte. Sie war die vierte Schwarze Frau in der amerikanischen Geschichte, die einen Doktortitel in Philosophie erwarb. Ihre Arbeit wurde in einer Anthologie mittelalterlicher französischer Literatur veröffentlicht und für den Unterricht und die Buchhandlung in Harvard angefordert.
Coopers Rücktritt von der Washington Colored High School im Jahr 1930 bedeutete nicht das Ende ihres politischen Aktivismus. Im selben Jahr, in dem sie in den Ruhestand trat, übernahm sie das Amt der Präsidentin der Frelinghuysen Universität, die gegründet wurde, um berufstätigen afroamerikanischen Bewohnern von DC, die keinen Zugang zu höherer Bildung hatten, Unterricht anzubieten. Cooper arbeitete zwanzig Jahre lang für Frelinghuysen, zunächst als Präsidentin und dann als Registratorin. Sie verließ die Schule erst ein Jahrzehnt, bevor sie 1964 mit 105 Jahren verstarb. Ihre Trauerfeier fand in einer Kapelle auf dem Campus des Saint Augustine's College in Raleigh statt, wo ihre akademische Laufbahn begonnen hatte. Sie wurde dort zusammen mit ihrem Ehemann auf dem Stadtfriedhof beigesetzt.

## Veröffentlichungen
- A Voice From the South. Aldine Printing House, Xenia, Ohio 1892.
  - Neuausgaben:
    - University of North Carolina at Chapel Hill Library 2017. ISBN 978-1-4696-3331-2.
    - Mit einer Einleitung von Janet Neary. Dover Publications, Mineola, New York 2016. ISBN 978-0-486-80563-4.
    - Voice of Anna Julia Cooper: Including a Voice from the South and Other Important Essays, Papers, and Letters. Hrsg. von Charles Lemert und Esme Bhan. Rowman & Littlefield, Lanham 1998. ISBN 978-1-299-79051-3.
    - Mit einer Einleitung von Mary Helen Washington. Oxford University Press, New York 1990. ISBN 978-0-19-506323-3.
- Loss of Speech through Isolation (Essay). In: Sketches from a Teacher’s Notebook (1923). Abrufbar online in Quotidiana.org.
- Le Pèlerinage de Charlemagne. Mit einer Einleitung von Félix Klein. A. Lahure, Paris 1925. OCLC 459410541.
- L'Attitude de la France à L'égard de l'Esclavage Pendant la Révolution. Imprimerie de la Cour d'Appel, Paris 1925. (Dissertation)
  - Slavery and the French Revolutionists 1788–1805. Ins Engl. übersetzt und mit einer Einleitung von Frances Richardson Keller. Edwin Mellen, Lewiston & Queenston 1988. ISBN 978-0-88946-637-1.
  - Slavery and the French and Haitian Revolutionists. Hrsg. und ins Engl. übersetzt von Frances Richardson Keller. 2. Aufl. Rowman & Littlefield, Lanham 2006. ISBN 978-0-7425-4474-1.
- This Scholarly and Colored Alumna: Anna Julia Cooper's Troubled Relationship with Oberlin College. Transcriptions of Anna Julia Cooper's Correspondence 1926–1941. Hrsg. von Katherine Shilton. Oberlin 2003. OCLC 55481008.

## Ehrungen
- Anna Cooper wird, zusammen mit Elizabeth Evelyn Wright, am 28. Februar mit einem Festtag auf dem liturgischen Kalender der Episkopalkirche (USA) geehrt.[19]
- 2009 gab der United States Postal Service eine Gedenkmarke zu Ehren Coopers heraus.[20]
- Ebenfalls im Jahr 2009 wurde eine kostenlose private Mittelschule eröffnet und ihr zu Ehren benannt: die Anna Julia Cooper Episcopal School auf dem historischen Church Hill in Richmond, Virginia[21]
- 2012 wurde ihr zu Ehren das Anna Julia Cooper Center on Gender, Race, and Politics in the South an der Wake Forest University gegründet, das jedoch 2019, nach einem Konflikt zwischen der Universität und der Gründerin und Präsidentin des Zentrums Dr. Melissa Harris-Perry, wieder geschlossen wurde.[22]
- Die Seiten 24 und 25 des Reisepasses der Vereinigten Staaten (2016) enthalten das folgende Zitat von Anna Julia Cooper: „Die Sache der Freiheit ist nicht die Sache einer Rasse oder einer Sekte, einer Partei oder einer Klasse – sie ist die Sache der Menschheit, das Geburtsrecht der Menschheit selbst.“ (im Original: “The cause of freedom is not the cause of a race or a sect, a party or a class – it is the cause of humankind, the very birthright of humanity.”)[23]